# 芬兰国家歌剧芭蕾院

芬兰国家歌剧院以前使用过的标识

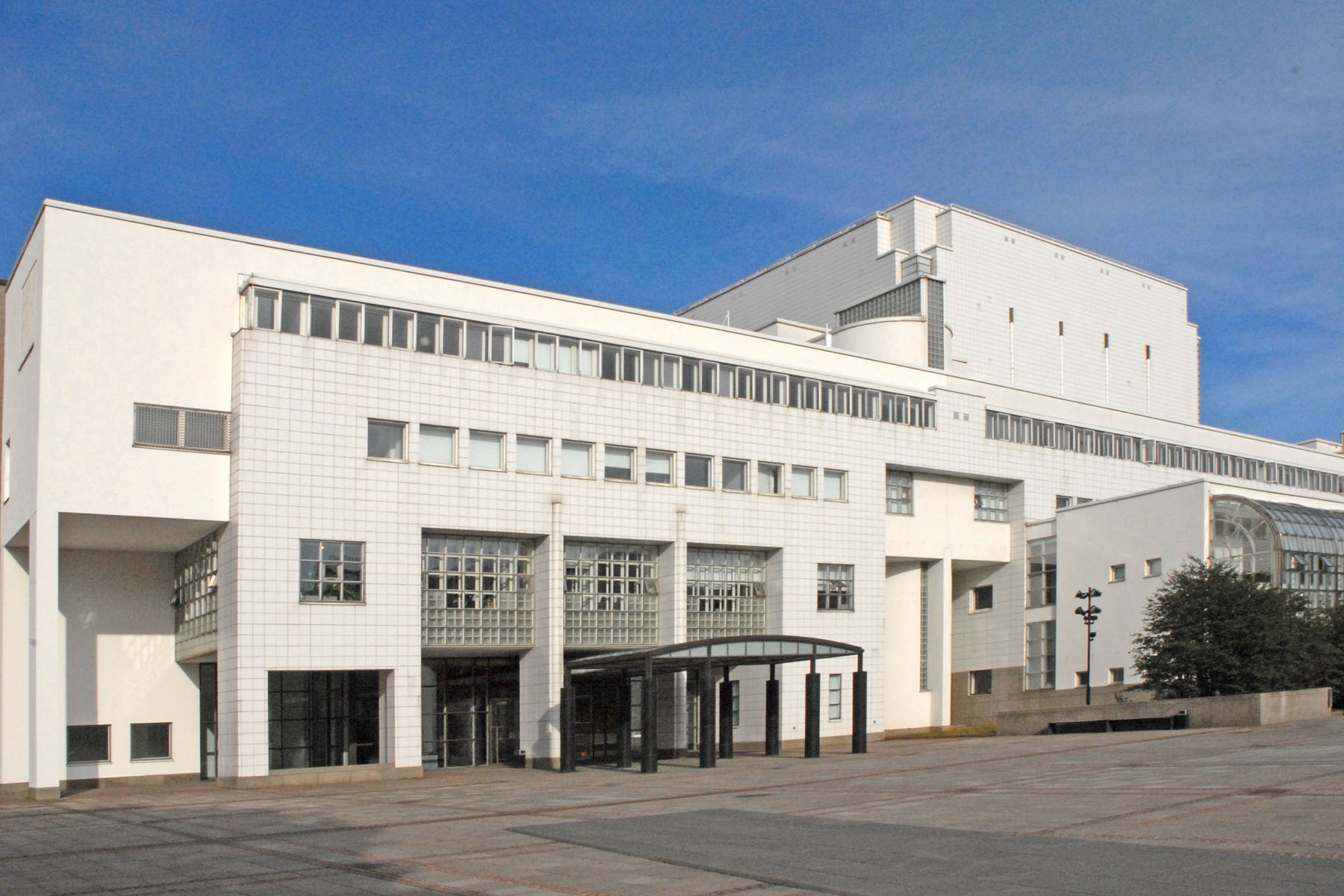
1993年建成的芬兰国家歌剧院的演出大厅

芬兰国家歌剧芭蕾院（芬蘭語：Suomen Kansallisooppera ja -baletti）是芬兰唯一的一个专业歌剧院，位于芬兰赫尔辛基。歌剧院里举行歌剧、芭蕾和音乐会等演出。在门厅里也有艺术展览。国家歌剧院有自己的专业管弦乐团—芬兰国家歌剧院管弦乐团，乐队包括111名演奏家和50名成员的合唱团，另外还有50名成员的儿童合唱团。歌剧演唱家中有一些是长期雇佣的，之外还聘请一些客座演唱家。隶属国家歌剧院下的芬兰国家芭蕾舞团里有80名舞蹈演员。自2018年起国家歌剧院的院长是吉塔·卡丹比。从2013年起歌剧艺术指挥是莉莉·帕西基维，她的任期将持续至2023年7月。自2022年8月起芭蕾舞团的艺术指挥是哈维尔·托雷斯（Javier Torres）。
芬兰国家歌剧院是由芬兰国家歌剧院基金会来管理的。
歌剧院举办演出的歌剧厅是在1993年建成，位于赫尔辛基市中心的蝶略湾畔。

## 历史

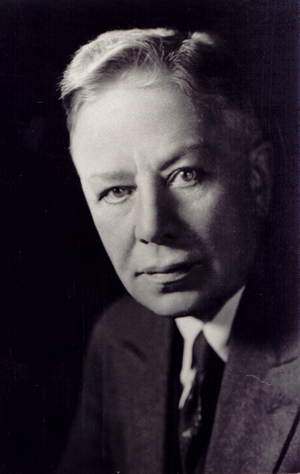
爱德华·法采尔

在芬兰，经常性的歌剧演出始于1873年，当时在芬兰剧院里成立了名为“芬兰歌剧团”（芬蘭語：Suomalainen ooppera）的歌唱部门。在这之前在芬兰只有过外国歌剧院来此的巡回演出和一些业余表演。芬兰最早的歌剧演出很显然是1849年出演的《塞维利亚的理发师》。由于资金缺乏，芬兰歌剧团在1879年停止活动。在短暂的活动期间，歌剧团演出过450次歌剧演出，包括26部完整的歌剧演出、一些歌剧片段和一部轻歌剧。
爱德华·法采尔、奥斯卡·梅里坎托、爱诺·阿克特在1911年成立了一家名为“本国歌剧院”（原名为芬瑞双语：Kotimainen ooppera - Inhemska operan）。剧院的双语名字和用芬兰语、瑞典语两种语言来演出的本意是希望首都地区不论母语如何且受过教育的人来观看演出。新的歌剧院的首次演出是1911年10月2日在亚历山大剧院里。当时出演的歌剧是用瑞典语演出的鲁杰罗·莱翁卡瓦洛的《丑角》和用芬兰语演出的儒勒·马斯内的《那瓦拉少女》。然而阿克特不久就因与歌剧院的其他管理层意见不和而在1912年离开歌剧院。她在同年创办了萨翁林纳歌剧节。1914年歌剧院改为一家股份有限公司，同时改名为“芬兰歌剧院”（芬蘭語：Suomalainen Ooppera）。

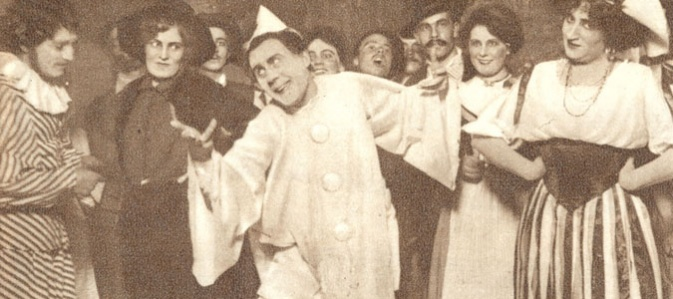
1911年由韦伊诺·索拉主演的《丑角》

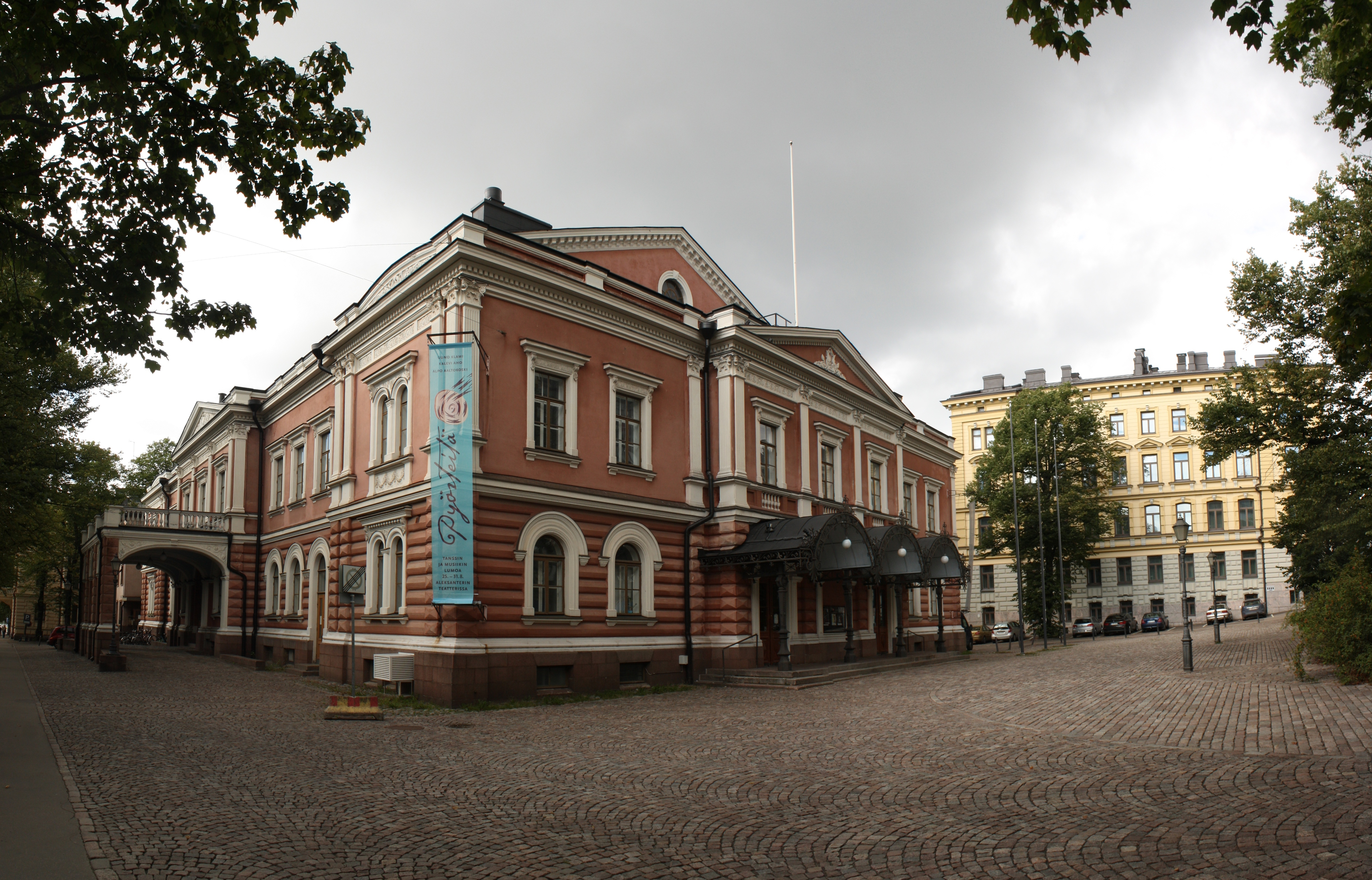
摄于2011年9月的亚历山大剧院

芬兰独立后当芬兰政府接管了沙皇俄国剧院，这给芬兰歌剧院带来了自己独自的演出场所。亚历山大剧院转交给了芬兰歌剧院作为其临时演出场所，直至为其专门设计的歌剧院大楼建成为止。亚历山大剧院被芬兰歌剧院从1919年使用到1993年。
尽管歌剧演唱家的工资很低，并且爱德华·法采尔作为院长也从未领薪，芬兰歌剧院一直陷于经济危机。在1925年春季歌剧院的活动被迫停止。次年当法令改变后允许发行彩票来资助歌剧院，歌剧院的活动才得以继续。尽管资金紧张，芬兰歌剧院还是演出了一系列的芬兰本国歌剧，其中最著名的是1924年首演莱维·马代特奥亚的《奥斯特罗波的尼亚人》。芬兰歌剧院尽力跟踪当时的歌剧发展方向，例如当恩斯特·克热内克的《容尼奏乐》首演一年后芬兰歌剧院就演出了该剧。
芬兰独立后的前几十年里，芬兰歌剧界基本上依靠同样几个人来发展。爱德华·法采尔担任芬兰歌剧院院长直至1938年。之后阿伊诺·阿克特担任了一年的院长。阿克特担任院长期间歌剧院举办了几部大型歌剧的首演，但财政上却受到亏损。
1956年芬兰歌剧院改名为芬兰国家歌剧院。

## 新的歌剧厅

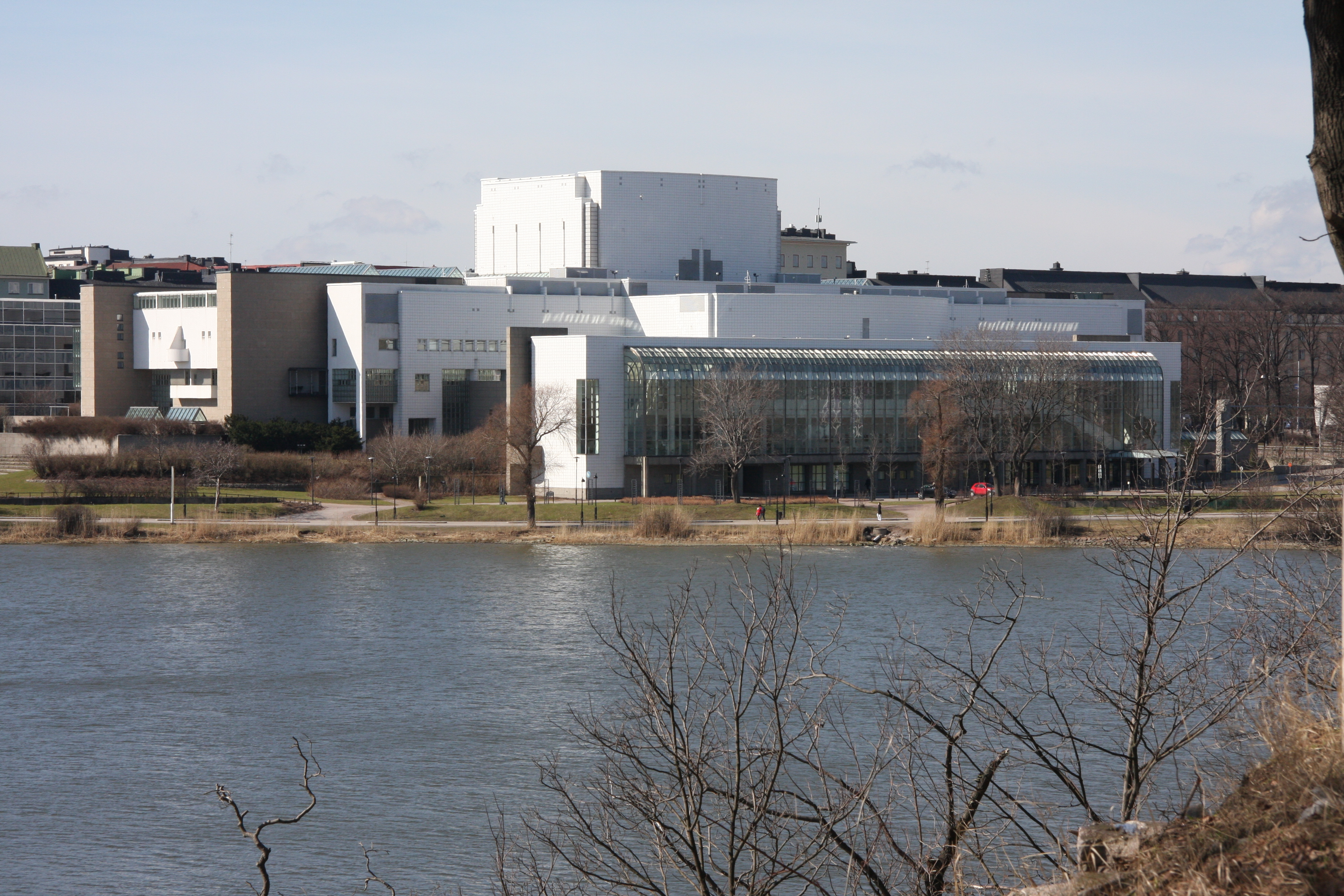
芬兰国家歌剧院，摄于2008年4月

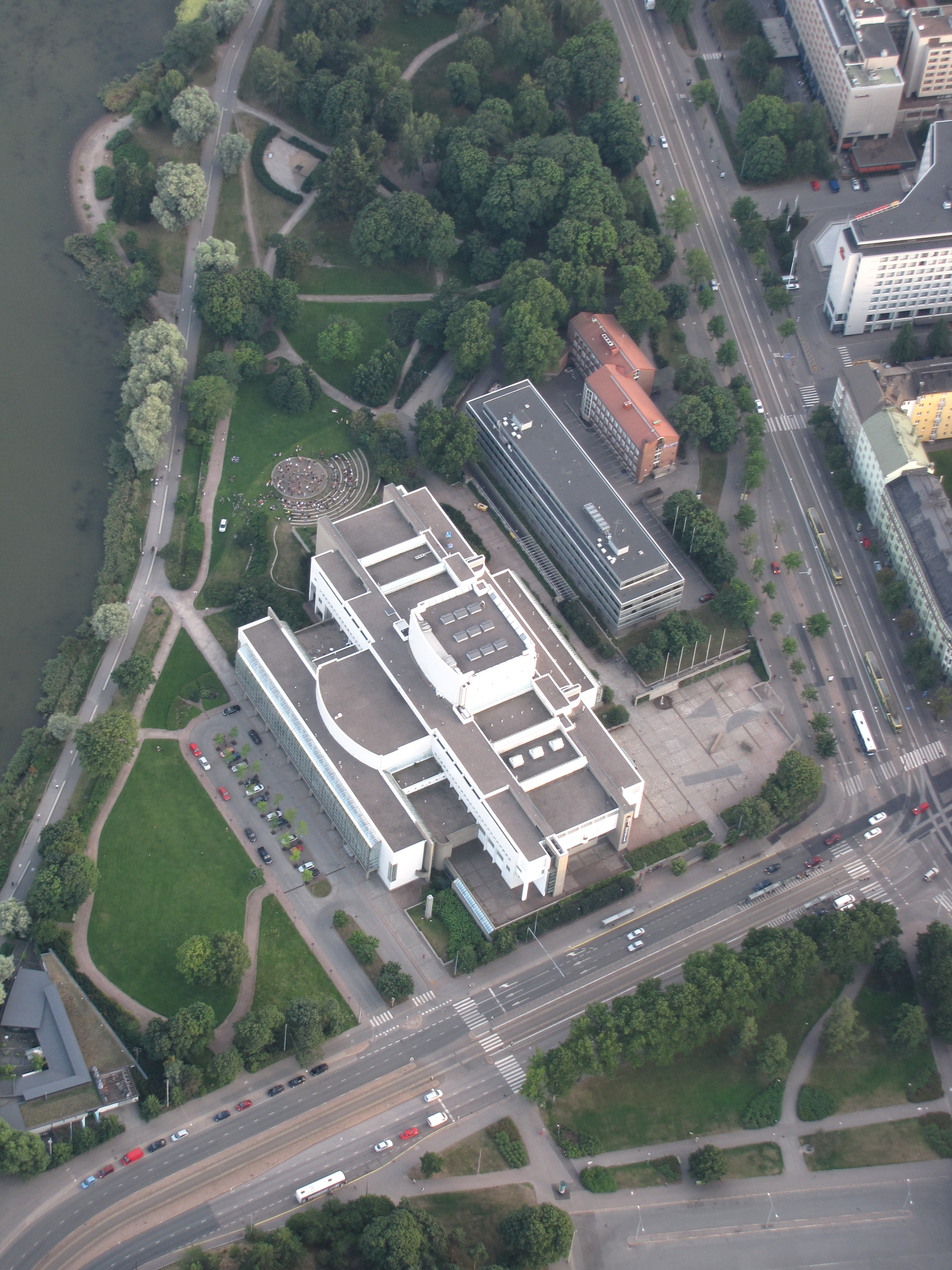
从热气球上拍摄的芬兰国家歌剧院，摄于2010年8月

1993年芬兰国家歌剧院从亚历山大剧院搬至位于蝶略湾畔的新的歌剧厅。大厅有1300多个座位和现代化的舞台科技。新的大厅演出的首部芬兰本国歌剧是奥利斯·萨利宁的《库莱尔沃》，由于大厅计划建成的时间被拖迟，该剧抢先在洛杉矶进行了首演。新歌剧厅的第一次歌剧首演是芬兰前卫先锋埃里克·贝里曼的《唱歌的树》。
新的歌剧厅总共的建造成本大约是7亿8千万芬兰马克（1993年）。

## 芬兰国家歌剧院管弦乐团
乐团有111名演奏家，为芬兰最大的乐团。自2022年1月起乐团首席指挥为汉努·林图，他的合同期为4年半。
乐团成立于1963年，当时歌剧院还在亚历山大剧院时有47名演奏家。新的歌剧厅建成后乐团成员数量大增，在1993年时乐团已有101名演奏家。
汤沐海曾在2003-2006年间担任该乐团的首席指挥。指挥家埃萨-佩卡·萨洛宁自2016年起为歌剧院的艺术合作伙伴，其合同期限直至2021年。